# Куцен, Александр Михайлович
Александр Михайлович Куце́н (14 апреля 1914, Черкассы, Киевская губерния — 23 февраля 2015, Иерусалим, Израиль) — артист речевого жанра, чтец-декламатор, мастер художественного слова. Заслуженный артист Украинской ССР.
В пятилетнем возрасте потерял отца (убит при погроме в 1919 году). В шесть лет вместе с двумя братьями попадает в детский дом (1920). В девять лет началась его трудовая жизнь: на Николаевщине, в бывшем графском поместье, где разместилась еврейская коммуна, он каждое утро убирал конюшню, приносил топливо для печей, смотрел за лошадьми, коровами и теленком, месил ногами «тесто» для кирпичей из глины с соломой и навозом. Детство закончилось быстро.
В 12 лет он сбежал из колонии в Харьков, к дедушке с бабушкой, а оттуда — в Днепропетровск: понял, что старикам не под силу его содержать. Впрочем, родня и здесь оказалась ненамного устроенней. Дальше - фабзавуч, завод по производству труб, кровные восемьсот граммов хлеба, которые помогали существовать всей семье… Играл в любительском театре (Театр рабочей молодежи) участвовал в конкурсах художественной самодеятельности. В 1931 поступил в Киевский театральный институт имени Карпенко-Карого.
В начале Второй мировой войны Александр Куцен остается на месте последней предвоенной работы – на Дальнем Востоке в составе участников Ансамбля Первой Краснознаменной армии.
В июне 45-го дивизия, в которой служила театральная бригада Александра Куцена, была отправлена на фронт войны с Японией. Перед отправкой на фронт родилась первая дочь.
Награждён медалью «За боевые заслуги».
Места прохождения службы во время войны: Маньчжурия – Харбин – Спасск-Дальний.
В 1948-м актер возвращается в Киев.
Последние десять лет перед репатриацией его актерская карьера продолжалась в Московской филармонии.
В репертуаре: «Поединок» Куприна, «Иголка» Башевиса-Зингера (идиш), композиция по роману Фейхтвангера «Иудейская война», «Концерт Сарасате» Вертинского, роман Джеральда Гордона «Да сгинет день», Нечуй Левицкий «Мыкола Ждеря»  и Т. Шевченко «Слипый» (на украинском),
анекдоты на идиш и украинские песни, Сергей Есенин и стихи памяти жертв Бабьего Яра, Стихи о еврейских матерях и др.
Куцен выдержал конкурс на Украинском радио  - для вещания за границу. Его голос звучал в Канаде и Франции где была большая украинская диаспора.
Лидия Лесная ( тогдашний главный редактор на укр, радио ) – сказала, что ЭТОТ голос и ЭТОТ украинский язык будет звучать из Киева… (Примечание дочери Натальи)
Выступления в Израиле: в районных клубах и «хостелях», у пенсионеров и учащихся ульпанов, в частных салонах.
Подробнее на Фейсбуке:
Артист Александр Куцен. Страница памяти и любви.